# Noel Kinsey
Noel Kinsey (Treorchy, 24 dicembre 1925 – 20 maggio 2017) è stato un calciatore gallese, di ruolo centrocampista.

## Carriera

### Club
Dopo aver giocato nelle giovanili del Cardiff City esordisce tra i professionisti nel 1947, all'età di 21 anni, con il Norwich City, club della terza divisione inglese; gioca da titolare con i Canaries per cinque stagioni consecutive, con un bilancio totale di 223 presenze e 57 reti in incontri di campionato (tutti in terza divisione) e di 243 presenze e 65 reti fra tutte le competizioni ufficiali: al termine della stagione 1952-1953, terminata con una promozione dalla terza alla seconda divisione, viene ceduto al Birmingham City, club di seconda divisione.
Fin da subito inizia a giocare da titolare, ed al suo secondo anno nel club contribuisce alla vittoria della Second Division 1954-1955, facendo l'anno seguente il suo esordio in prima divisione, all'età di 30 anni: la sua prima stagione in First Division è estremamente positiva sia a livello di squadra (il Birmingham City arriva sesto in classifica, suo miglior piazzamento di sempre, e perde la finale di FA Cup contro il Manchester City) che a livello individuale (Kinsye segna infatti 14 reti in 34 partite di campionato, oltre a realizzare il momentaneo 1-1 nella finale di FA Cup, poi persa con il punteggio di 3-1). Il centrocampista gallese gioca poi per altre due stagioni in prima divisione, segnando rispettivamente 6 e 5 reti in 28 e 15 presenze, a cui aggiunge anche un totale di 4 presenze in Coppa delle Fiere tra il 1956 ed il 1958. nel febbraio del 1958, dopo complessive 149 presenze e 48 reti in partite di campionato (e 173 presenze e e 55 reti fra tutte le competizioni ufficiali) il Birmingham City lo cede per 5000 sterline al Port Vale, club di terza divisione, che al termine della stagione 1957-1958 viene però declassato nel neonato campionato di quarta divisione, che comunque vince già nella stagione 1958-1959, per poi giocare in terza divisione con i Valiants nel biennio 1959-1961 (nella stagione 1960-1961 è anche vice allenatore del club, incarico che mantiene poi senza più giocare anche per l'intera stagione 1961-1962). Successivamente gioca anche con i semiprofessionisti del Cheltenham Town e con quelli del King's Lynn; si ritira infine nel 1964, dopo un'ultima stagione trascorsa a livello semiprofessionistico, con il Lowestoft Town (di cui è contemporaneamente anche vice allenatore).
In carriera ha totalizzato complessivamente 444 presenze e 111 reti nei campionati della Football League, giocando almeno una partita e segnando almeno una rete in ciascuna delle quattro divisioni della lega stessa.

### Nazionale
Tra il 1951 ed il 1955 ha giocato complessivamente 7 partite con la nazionale gallese.

## Palmarès

### Giocatore

#### Competizioni nazionali
- Campionato inglese di seconda divisione: 1

Birmingham City: 1954-1955
- Campionato inglese di quarta divisione: 1

Port Vale: 1958-1959